# Rich Campbell
Richard Delano Campbell (Miami, 21 dicembre 1958) è un ex giocatore di football americano statunitense che ha militato nel ruolo di quarterback nella National Football League (NFL).

## Carriera
Al college Campbell giocò a football a California dove stabilì che quello che fu all'epoca il record di yard passate nella storia dell'istituto. Fu scelto come sesto assoluto nel Draft NFL 1981 dai Green Bay Packers, l'unico quarterback chiamato nel primo giro.  Tuttavia giocò solamente sette partite nella NFL. Il coordinatore offensivo dei Packers Bob Schnelker riteneva che Campbell non avesse abbastanza forza nel braccio, così lo fece giocare sporadicamente. Campbell disse descrisse Schnelker (un ex tight end - non un quarterback) come: “un bravo professionista ma non il tipo che si ferma dopo l'allenamento, ti incoraggia e ti fa crescere. Era ciò di cui avrei avuto bisogno all'epoca e non l'ho avuto.” Campbell guidò i Packers a una vittoria all'ultimo minuto contro i Chicago Bears nel finale della stagione 1984; con gli avversari che quell'anno avrebbero raggiunto la finale della NFC e che avrebbero vinto il titolo dominando l'anno seguente. In svantaggio di un punto a 1:53 al termine, Campbell fece avanzare i Packers di 71 yard, chiudendo il drive con un passaggio da touchdown da 43 yard per Phillip Epps a 34 secondi dallo scadere. Green Bay vinse 20-14, vendicando la sconfitta per 9-7 subita da Chicago nel settembre precedente. Dopo la stagione 1984, i Packers scambiarono Campbell con ie Los Angeles Raiders, ma non giocò più. In seguito divenne un giornalista.
I Packers non avrebbero più scelto un quarterback nel primo giro fino al 2005, quando selezionarono Aaron Rodgers, anch'egli dalla University of California, dove aveva battuto alcuni dei record di Campbell.